# Ko-Shamo

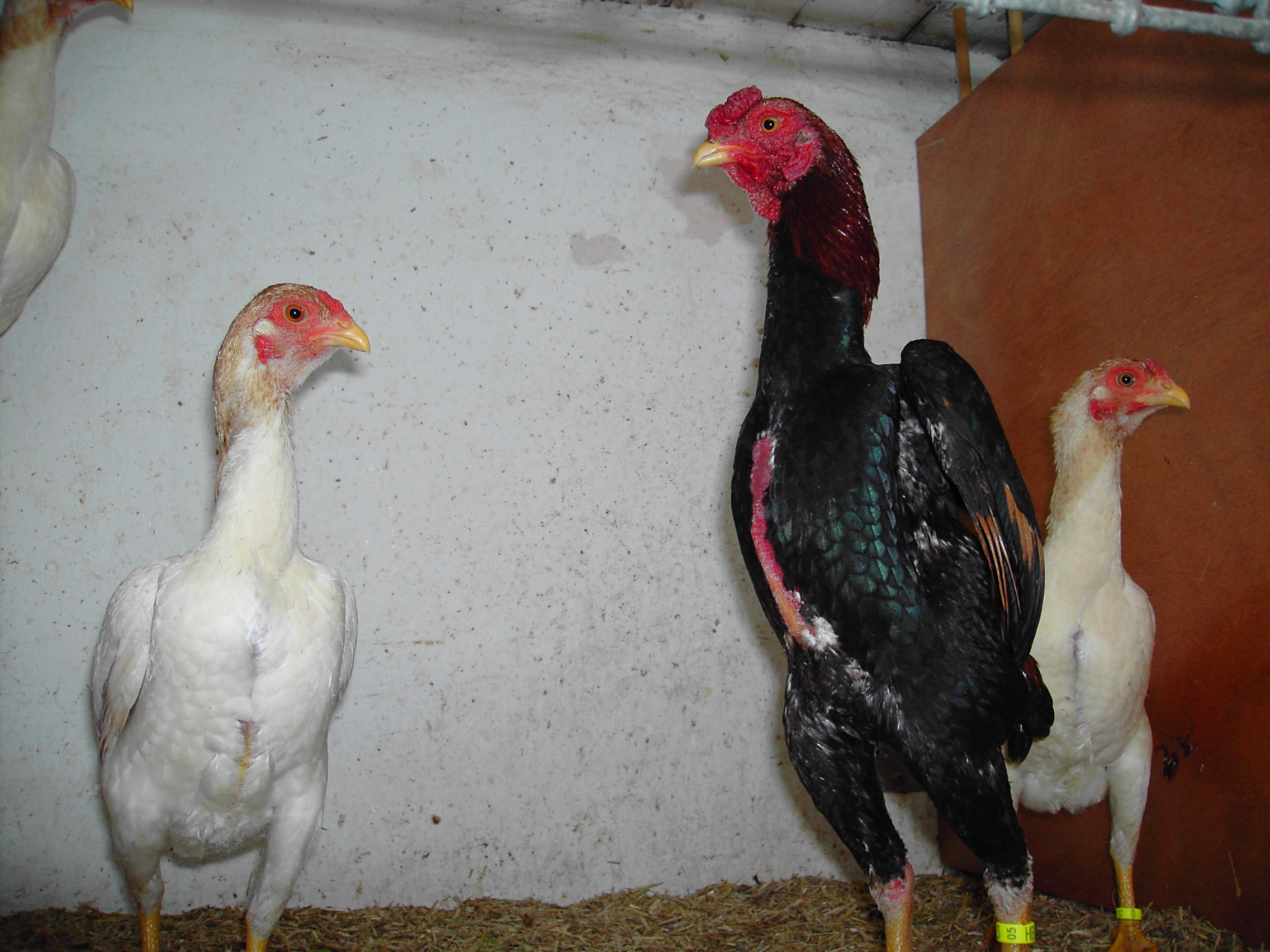
Ko-Shamo-hoenderen

Ko-Shamo (Japans: 小軍鶏, "kleine Shamo-hoender") is een Japans ras van vechthoenders. Het is een van de kleinste vechthoenrassen ter wereld. De kippen hebben een gewicht van 600 tot 1000 gram. In Europa worden deze kippen enkel nog gebruikt als sierras.
De kippen hebben niet veel ruimte nodig. De hennen zijn niet zo'n goede leggers; ze leggen ongeveer 40 tot 50 eieren per jaar en vooral in het voorjaar. Ze kunnen de beste vriend worden van hun verzorger. De hoenders kunnen wel agressief zijn tegen soortgenoten en kinderen.
Shamo-hoenders, waaronder het Ko-Shamo-ras, komen oorspronkelijk uit Thailand. "Shamo" is een Japanse verbastering van Siam, zoals Thailand in vroeger tijden heette.